# Villarmayor (Salamanca)
Villarmayor ist eine kleine westspanische Gemeinde (municipio) in der Provinz Salamanca in der Autonomen Gemeinschaft Kastilien-León. 2024 hatte die Gemeinde 154 Einwohner. Neben dem Hauptort Villarmayor besteht die Gemeinde aus den Ortschaften Espino de los Doctores und Zafroncino sowie aus den Wüstungen Contiensa, Peñamecer und Palacios de los Dieces.

## Geographie
Villarmayor befindet sich etwa 25 Kilometer westnordwestlich vom Stadtzentrum der Provinzhauptstadt Salamanca in einer Höhe von 830 m. Der Río Tormes begrenzt die Gemeinde im Norden.

## Bevölkerungsentwicklung
| Jahr      | 1900 | 1920 | 1950 | 1970 | 1981 | 1991 | 2001 | 2011 | 2021 |
| Einwohner | 486  | 454  | 503  | 287  | 247  | 238  | 222  | 209  | 173  |

## Sehenswürdigkeiten
- Vinzenzkirche (Iglesia de San Vicente Mártir)
- Kapelle Mariä Schnee

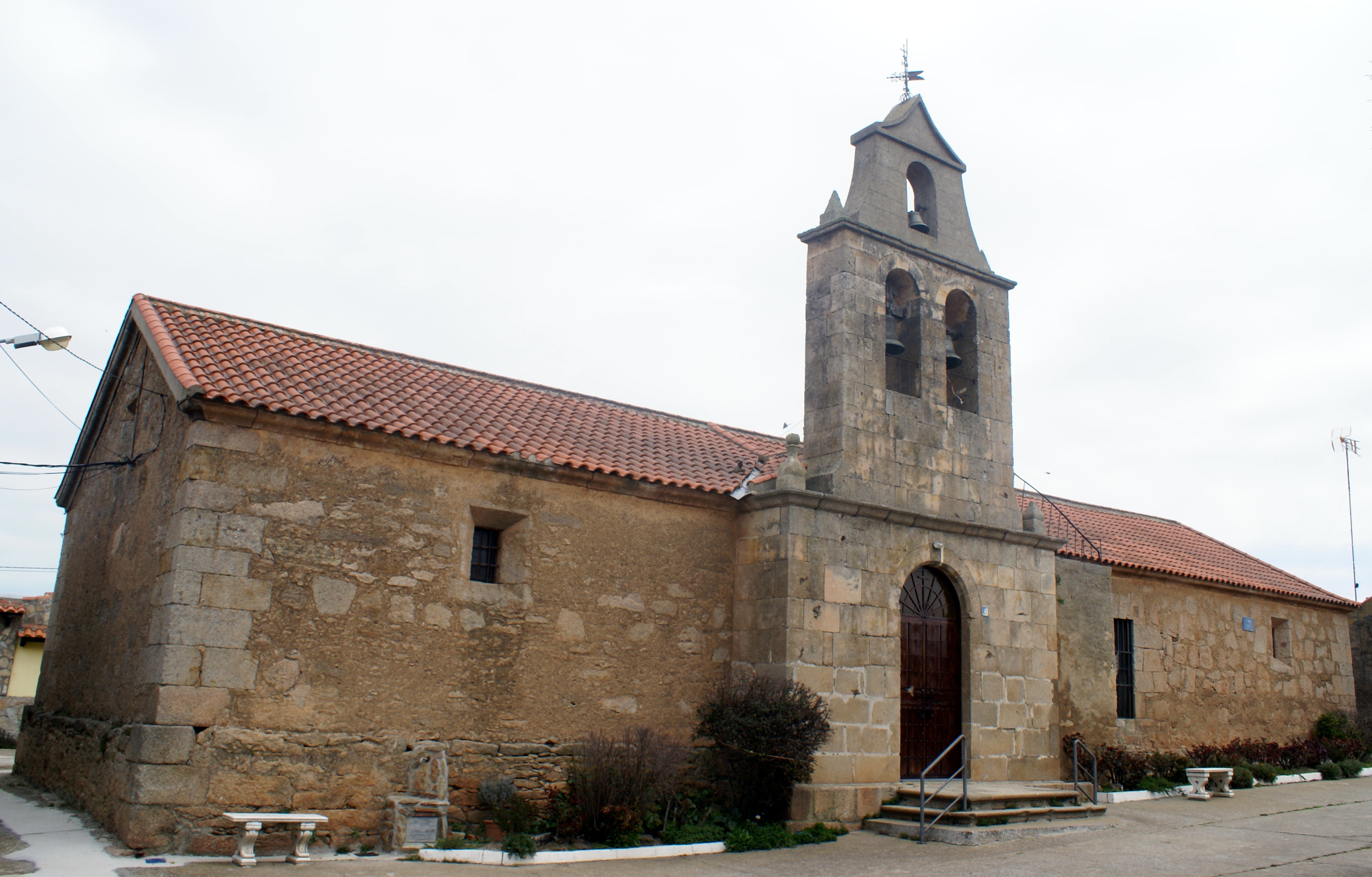
Vinzenzkirche
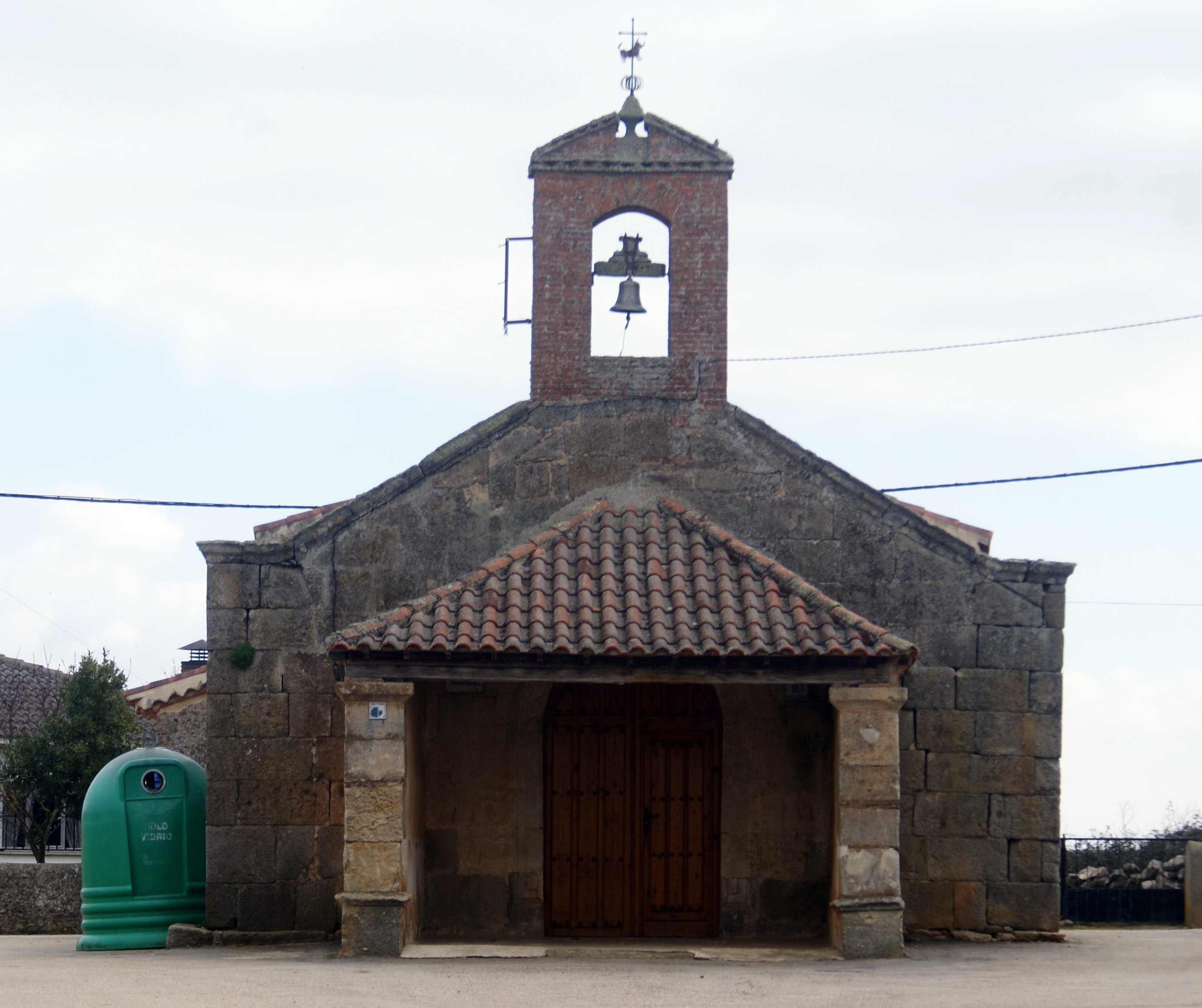
Kapelle Mariä Schnee
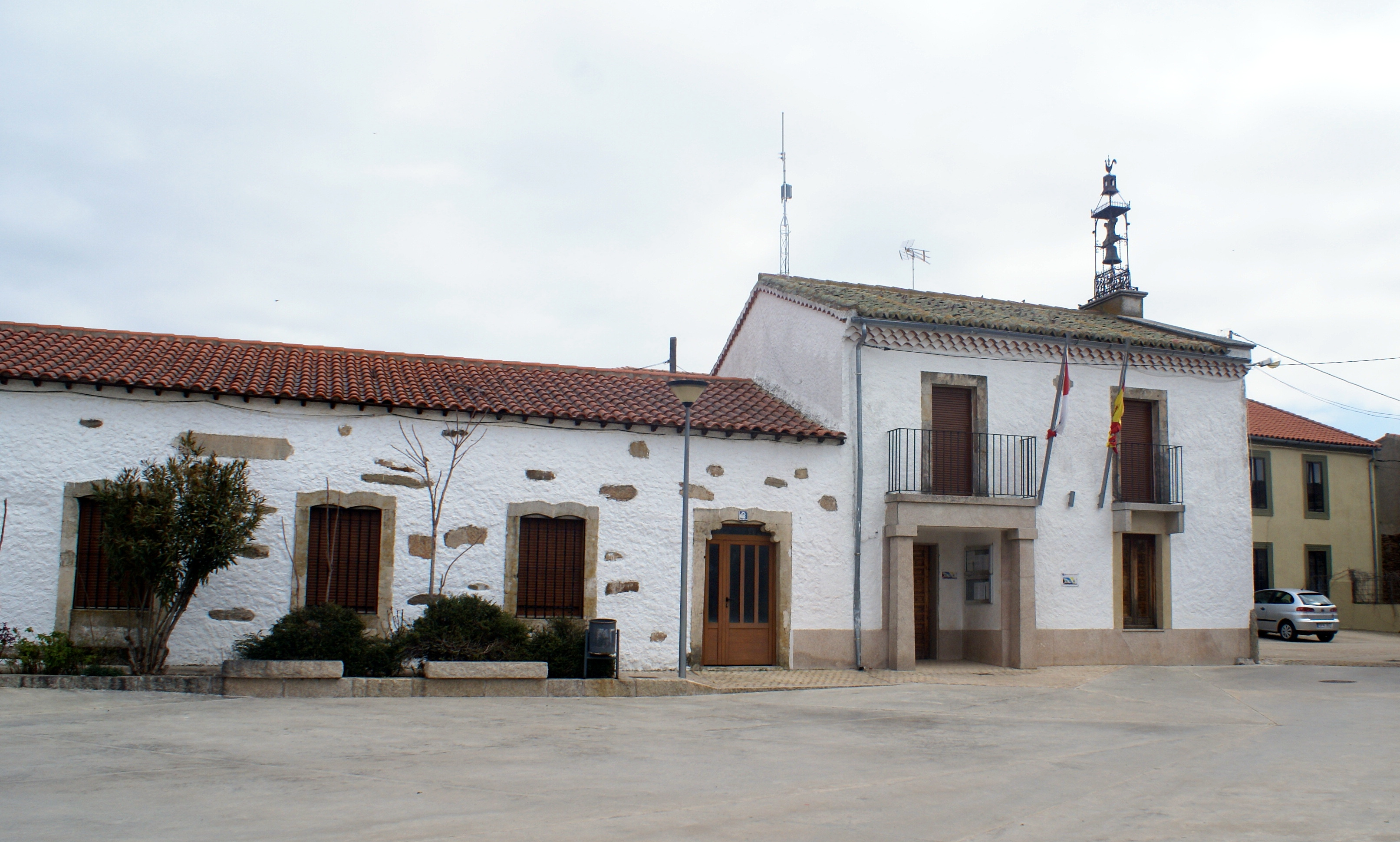
Rathaus